# Future (альбом)
| Совокупная оценка    | Совокупная оценка |
| Источник             | Оценка            |
| -------------------- | ----------------- |
| AnyDecentMusic?      | 6.2/10            |
| Metacritic           | 67/100            |
| Оценки критиков      |                   |
| Источник             | Оценка            |
| AllMusic             | [ 3 ]             |
| Consequence of Sound | C                 |
| Exclaim!             | 8/10              |
| HipHopDX             | 3.8/5             |
| The Observer         | [ 7 ]             |
| Pretty Much Amazing  | C+                |
| Pitchfork            | 7.3/10            |
| Rolling Stone        | [ 10 ]            |
| Spin                 | (favorable)       |
| XXL                  | 4/5 (XL)          |

Future — пятый студийный альбом американского хип-хоп исполнителя и музыкального продюсера Фьючера (Future), выпущенный 17 февраля 2017 года на лейблах A1, Freebandz и Epic, и возглавивший хит-парад Billboard 200 (США).
Эпонимическое название нового альбома было анонсировано через социальные медиаресурсы 14 февраля 2017 года.

## Отзывы
Альбом получил положительные отзывы музыкальной критики и интернет-изданий: Metacritic, Exclaim!, Pretty Much Amazing, The Observer, The 405, Pitchfork.

## Коммерческий успех
Future дебютировал на позиции № 1 в американском основном хит-параде Billboard 200 с тиражом 140,000 альбомных эквивалентных единиц, включая 60,000 традиционных продаж. Это 4-й чарттоппер певца вслед за дисками DS2, What a Time to Be Alive (с Дрейком) и Evol. К сентябрю 2017 года тираж составил 902,000 альбомных эквивалентных единиц. 14 июля 2017 года альбом был сертифицирован Recording Industry Association of America (RIAA) в платиновом статусе за 1 млн единиц в США.

## Список композиций
По данным The Fader и Tidal.
| №                   | Название             | Автор(ы) | Продюсеры                              | Длительность |
| ------------------- | -------------------- | --- | -------------------------------------- | ------------ |
| 1.                  | «Rent Money»         | Нейведиус Уилберн Khaled Khaled Anthony Tucker Jevon Tate Maurice Jordan                                             | The Beat Bully Chef Tate DJ Khaled [b] | 4:25         |
| 2.                  | «Good Dope»          | Уилберн Joshua Luellen                                                                                               | Southside                              | 2:52         |
| 3.                  | «Zoom»               | Уилберн Luellen Eduardo Earle, Jr. Ramon Ibanga, Jr.                                                                 | Southside Fuse [a] Illmind [a]         | 4:38         |
| 4.                  | «Draco»              | Уилберн Gary Hill | DJ Spinz                               | 3:45         |
| 5.                  | «Super Trapper»      | Уилберн Luellen Dwan Avery                                                                                           | Southside DY                           | 3:50         |
| 6.                  | «POA»                | Уилберн Luellen | Southside                              | 4:08         |
| 7.                  | «Mask Off»           | Уилберн Leland Wayne Tommy Butler                                                                                    | Metro Boomin                           | 3:23         |
| 8.                  | «High Demand»        | Уилберн Avery Jeffrey LaCroix                                                                                        | DY Tre Pounds                          | 3:31         |
| 9.                  | «Outta Time»         | Уилберн Luellen Jacob Dutton                                                                                         | Southside Jake One                     | 2:48         |
| 10.                 | «Scrape»             | Уилберн Wayne | Metro Boomin                           | 3:37         |
| 11.                 | «I'm So Groovy»      | Уилберн LaCroix Chance Youngblood                                                                                    | Tarentino Tre Pounds                   | 4:21         |
| 12.                 | «Might as Well»      | Уилберн Youngblood Edwin Butler William Butler Régine Chassagne Jeremy Gara Tim Kingsbury Richard Parry Owen Pallett | Tarentino                              | 3:27         |
| 13.                 | «Poppin' Tags»       | Уилберн Luellen | Southside                              | 3:38         |
| 14.                 | «Massage in My Room» | Уилберн Luellen Avery                                                                                                | Southside DY                           | 2:35         |
| 15.                 | «Flip»               | Уилберн Luellen Hill                                                                                                 | Southside DJ Spinz                     | 4:14         |
| 16.                 | «When I Was Broke»   | Уилберн Xavier Dotson                                                                                                | Zaytoven                               | 3:05         |
| 17.                 | «Feds Did a Sweep»   | Уилберн Dotson | Zaytoven                               | 4:30         |
| Общая длительность: | Общая длительность:  | Общая длительность:                                                                                                  | Общая длительность:                    | 62:47        |

| №                   | Название                                        | Автор(ы)                                                                                 | Продюсеры            | Длительность |
| ------------------- | ----------------------------------------------- | ---------------------------------------------------------------------------------------- | -------------------- | ------------ |
| 18.                 | «Used to This» (при участии Drake)              | Уилберн Dotson Aubrey Graham                                                             | Zaytoven             | 3:00         |
| 19.                 | «Mask Off (Remix)» (при участии Kendrick Lamar) | Уилберн Butler Wayne Kendrick Duckworth                                                  | Metro Boomin         | 4:18         |
| 20.                 | «Extra Luv» (при участии YG)                    | Уилберн Brian Wicker Jesse James David Stokes Jeff Baranowski Noel Fisher Keenon Jackson | Detail The Olympicks | 4:06         |
| Общая длительность: | Общая длительность:                             | Общая длительность:                                                                      | Общая длительность:  | 74:00        |

Замечания
- ↑  сопродюсер
- ↑  дополнительный продюсер

## Чарты
| Чарт (2017)                         | Наивысшая позиция |
| ----------------------------------- | ----------------- |
| Австралия (ARIA)                    | 42                |
| Australian Urban Albums (ARIA)      | 4                 |
| Бельгия/Фландрия (Ultratop)         | 80                |
| Бельгия/Валлония (Ultratop)         | 105               |
| Канада (Canadian Albums Chart)      | 1                 |
| Дания (Hitlisten)                   | 11                |
| Нидерланды (Album Top 100)          | 11                |
| Финляндия (Suomen virallinen lista) | 26                |
| French Albums (SNEP)                | 43                |
| Германия (Offizielle Top 100)       | 53                |
| Новая Зеландия (RMNZ)               | 33                |
| Норвегия (VG-lista)                 | 15                |
| Швеция (Sverigetopplistan)          | 29                |
| Швейцария (Schweizer Hitparade)     | 23                |
| Великобритания (UK Albums Chart)    | 15                |
| США (Billboard 200)                 | 1                 |

| Чарт (2017)                 | Позиция |
| --------------------------- | ------- |
| Canadian Albums (Billboard) | 36      |
| Danish Albums (Hitlisten)   | 50      |
| US Billboard 200            | 15      |

## Сертификации
| Регион | Сертификация | Продажи   |
| --- | ------------ | --------- |
| Дания (IFPI Danmark) | Золотой      | 10 000    |
| США (RIAA) | Платиновый   | 1 000 000 |
| ^ Данные о тиражах приведены только на основе сертификации. · Данные о продажах + прослушиваниях приведены только на основе сертификации. |              |           |